# Lynn Teeter Flower
Lynn Teeter Flower ist das zweite Soloalbum von Maria Taylor. Es wurde am 7. März 2007 veröffentlicht. Der Titel bezieht sich auf eine Freundin von Taylors Familie in Birmingham (Alabama), wo Taylor ihre Jugend verbrachte.

## Entstehung
Die meisten Lieder für "Lynn Teeter Flower" entstanden während der Tournee für den Vorgänger "11:11". Das Album wurde in verschiedenen Phasen aufgenommen: Zunächst fand in Austin (Texas) eine Aufnahme-Session mit Jim Eno, dem Schlagzeuger der Band Spoon statt. In Athens (Georgia) wurden vier weitere Stücke mit Andy LeMaster von Now It’s Overhead eingespielt, der bereits an "11:11" mitgearbeitet hatte. Das Album wurde in Memphis (Tennessee) vervollständigt, wo Taylor mit Doug Easley zusammenarbeitete, der schon Cat Power und Pavement betreut hatte.

## Stilbeschreibung
Saddle Creek betont, dass der Klang des Albums eher den Liveshows ähnele, wie sie Taylor seit "11:11" spiele. Laut Allmusic Guide hebt sich Taylors zweites Album merklich von ihrem Debüt ab, indem es sich nicht mehr auf klangliche Ähnlichkeiten zu Bright Eyes setze, sondern mit einem lebendigen Klang einen eigenen Weg einschlage, der zu schäbigem Chic und Glaubwürdigkeit führe. Plattentests.de hingegen bemerkt, es handle sich um das gleiche Album mit anderen Songs, die lediglich rhythmisch gewitzter seien. Contactmusic beschreibt "Lynn Teeter Flower" als Mischung aus Sarah McLachlan und Alanis Morissette.

## Kritische Würdigung
"Lynn Teeter Flower" erhielt einen Metascore von 65. Neben einigen Bewertungen im oberen Bereich herrschten verhalten positive Rezensionen vor: laut.de gab dem Album vier von fünf Punkten und sprach von Liebe zum Detail im Klang. CDstarts.de sprach von liebevollen und innovativ arrangierten Songs und vergab eine Wertung von 9/10 Punkten. Kulturnews gab dem Album fünf von sechs möglichen Punkten. Uncut bezeichnete das Album als gewinnenden Hybriden aus Indie-Neurosen und Brill-Building-Handwerk, Präzision und Intimität. In der Rezension von PopMatters, in der das Album 6/10 Punkte erreichte, wurde geäußert, dass "Lynn Teeter Flower" zwar keinen musikalisch intensiven Ausdruck habe, aber als starkes Popalbum mit genug Atmosphäre und Schönheit gewisse Käuferschichten anspreche. Plattentests Online äußerte, dass es keine guten Gründe gebe, "Lynn Teeter Flower" nicht zu mögen, wenn man den Vorgänger mochte, und vergab 6/10 Punkte. Der amerikanische Rolling Stone vergab 3/5 Punkte und sprach von einer gedankenvollen, hübschen Singer/Songwriter-Arbeit, der es besser täte, wenn Taylor es sich mit der Selbstbeobachtung einfacher machen würde. Bei Pitchfork Media erhielt "Lynn Teeter Flower" 4,7 von zehn möglichen Punkten. Das Album lege trotz des Einsatzes verschiedener, auflockernder Stilmittel eine innewohnende Trägheit niemals ab.

## Trackliste
1. "A Good Start" – 4:13
2. "Clean Getaway" – 3:10
3. "Smile and Wave" – 2:35
4. "No Stars" – 4:45
5. "Replay" – 5:09
6. "Small Part of Me" – 4:18
7. "Irish Goodbye" – 3:24
8. "My Own Fault" – 2:53
9. "The Ballad of Sean Foley" – 3:57
10. "Lost Time" – 2:49
11. "Lynn Teeter Flower" – 1:12

Für den Song "A Good Start" wurde ein Video gedreht (Regie: Cat Solen). Das Duett "The Ballad Of Sean Foley" wurde gemeinsam mit Conor Oberst geschrieben und eingespielt. Zwei Titel wurden in amerikanischen Serien eingesetzt: So wurde der Song "No Stars" in der Episode "You Call It Madness, But I Call It Love" von One Tree Hill platziert, während "Small Part of Me" in der Episode "Separation Anxiety" von Greek Verwendung fand.